# Lauren McFall
Lauren McFall, född den 9 februari 1980 i Sacramento, Kalifornien, är en amerikansk konstsimmare.
Hon tog OS-brons i lagtävlingen i konstsim i samband med de olympiska konstsimstävlingarna 2004 i Aten.